# George Rogers (football américain)
Pour les articles homonymes, voir George Rogers et Rogers.
College Football Hall of Fame 1997
(en) Statistiques sur pro-football-reference
George Washington Rogers Jr (né le 8 décembre 1958 à Duluth dans l'État de Géorgie) est un Américain, joueur professionnel de football américain, ayant évolué au poste de running back pour les Saints de La Nouvelle-Orléans et les Redskins de Washington. IL remporte le Super Bowl XXII avec les Redskins.
Au niveau universitaire, il a joué pendant quatre années pour l'équipe des Gamecocks de l'université de Caroline du Sud. Il y remporte en 1980 le trophée Heisman.

## Carrière

### Université
George Rogers se fait remarquer alors qu'il ne joue pas dans l'équipe de son école. En 1977, il décide de s'inscrire à l'université de Caroline du Sud après que l'entraîneur Jim Carlen lui ait assuré qu'il trouverait sa place dans le roster. L'équipe possédant déjà deux running back ayant obtenu leurs diplômes dans la même année, il obtient le poste de tailback vers la moitié de la saison.
Rogers retrouve son poste de running back lors de sa deuxième saison après avoir gagné 1 006 yards à la course en seulement huit matchs. Il devient un des plus grands running back au niveau national avec un gain total de 1 681 yards sur la saison 1978. Il est récompensé par une nomination dans la deuxième équipe All-America par divers médias.
En 1980, il est donné favoris pour le trophée Heisman. Il gagne 1 781 yards à la course, les Gamecocks enregistrant un bilan de 8 victoires pour 3 défaites. Grâce à cette performance, il se retrouve finaliste pour le trophée Heisman. Le vote final du Downtown Athletic Club de New York lui décerne le trophée au détriment entre autres de Hugh Green (defensive lineman de l'université de Pittsburgh) et de Herschel Walker (running back de l'université de Géorgie).
Lors de son dernier match à domicile pour les Gamecocks, le numéro 38 qu'il porte, est retirée à la mi-temps, Il devient ainsi le premier joueur de cette université à avoir son maillot retiré.
Il quitte l'équipe de Gamecocks avec un gain cumulé de 5 204 yards en quatre ans (plus haut total de l'université) et 31 touchdowns (à égalité avec Harold Green). Il réalise une performance moyenne de 100 yards gagnés à la course par match lors de ses vingt-deux dernières rencontres.

### NFL
George est sélectionné en tout premier choix lors du premier tour de la draft 1981 de la NFL par les Saints de La Nouvelle-Orléans. Il précède le linebacker Lawrence Taylor sélectionné en deuxième choix global par les Giants de New York.
Il commence sa saison rookie en gagnant 1674 yards à la course ce qui correspond au meilleur gain à la course de la NFL par un joueur débutant (moyenne de 104,9 yards par matchs). Il inscrit également 13 touchdowns (deuxième performance ex æquo de la saison) Il remporte également le titre 1981 du NFL Offensive Rookie of the Year (meilleur rookie offensif NFL de l'année) et est sélectionné pour le Pro Bowl de 1982
Rogers reste pendant quatre saisons chez les Saints. Il y côtoie en 1981 le quarterback Archie Manning et en 1984 le running back Earl Campbell.
le 29 avril 1985, Rogers est transféré chez les Redskins de Washington avec les choix de sélection des cinquième, dixième et onzième tours des Saints contre le choix de premier tour des Redskins lors de cette même draft.
Rogers y joue pendant trois saisons. Lorsqu'il arrive dans cette franchise, le running back Pro Bowler John Riggins ainsi que le quarterback Joe Theismann venaient d'y terminer leur carrière professionnelle. L'entraîneur principal Joe Gibbs comptait sur Rogers pour rebâtir son équipe. Rogers y enregistre quelques-uns de ses plus gros succès dont le gain du Super Bowl XXII eu terme de la saison 1987,  battant les Broncos de Denver 42 à 10. Rogers prend ensuite sa retraite à la suite de blessures persistantes après la saison 1987.
Au cours de sa carrière en NFL (sept saisons), Rogers aura gagné 7 176 yards à la course et inscrit 54 touchdowns. Rogers est classé second de l'histoire de la NFL (derrière Eric Dickerson) au nombre de yards gagnés à la course en une saison par un rookie (1 674 yards).